# Azueira
Azueira é uma vila portuguesa que foi sede da extinta Freguesia de Azueira do Município de Mafra, freguesia que tinha 15,18 km² de área e 3 164 habitantes (2011), tendo, por isso, uma densidade populacional de 208,4 hab/km².
A Freguesia de Azueira foi extinta, no âmbito da reorganização administrativa de 2012/2013, sendo o seu território agregado ao da Freguesia de Sobral da Abelheira para criar a União das Freguesias de Azueira e Sobral da Abelheira.
A povoação de Azueira recuperou o estatuto de vila em 12 de Julho de 2001.
Azueira foi vila e sede de concelho entre 1820 e 1855. Este era constituído pelas freguesias de Azueira, Enxara do Bispo, Freiria, Gradil, Milharado, Sapataria, Sobral da Abelheira e Turcifal. Tinha, em 1849, 11 772 habitantes.

## População
| População da freguesia de Azueira | População da freguesia de Azueira | População da freguesia de Azueira | População da freguesia de Azueira | População da freguesia de Azueira | População da freguesia de Azueira | População da freguesia de Azueira | População da freguesia de Azueira | População da freguesia de Azueira | População da freguesia de Azueira | População da freguesia de Azueira | População da freguesia de Azueira | População da freguesia de Azueira | População da freguesia de Azueira | População da freguesia de Azueira |
| --------------------------------- | --------------------------------- | --------------------------------- | --------------------------------- | --------------------------------- | --------------------------------- | --------------------------------- | --------------------------------- | --------------------------------- | --------------------------------- | --------------------------------- | --------------------------------- | --------------------------------- | --------------------------------- | --------------------------------- |
| 1864                              | 1878                              | 1890                              | 1900                              | 1911                              | 1920                              | 1930                              | 1940                              | 1950                              | 1960                              | 1970                              | 1981                              | 1991                              | 2001                              | 2011                              |
| 1 895                             | 1 896                             | 1 996                             | 1 792                             | 2 228                             | 2 252                             | 2 449                             | 2 490                             | 2 776                             | 2 682                             | 2 345                             | 2 819                             | 2 535                             | 2 877                             | 3 164                             |

## Património
- Capela Nossa Senhora da Luz
- Solar da Quinta do Pato ou Quinta da Família Pato e Cunha ou Quinta do Pato
- Capela de Santa Cristina e Cruzeiro adjacente
- Igreja de São Pedro de Grilhões